# Ránki Dezső
Ránki Dezső (Budapest, 1951. szeptember 8. –) a Nemzet Művésze címmel kitüntetett, kétszeres Kossuth- és Liszt Ferenc-díjas magyar zongoraművész.

## Élete
Tanulmányait Domokos Kingánál és Máthé Kláránál kezdte, majd 1973-ban szerzett diplomát Budapesten a Liszt Ferenc Zeneművészeti Főiskolán, Kadosa Pál és Rados Ferenc növendékeként. 18 évesen megnyerte a zwickaui nemzetközi Schumann-verseny 1. díját. Fellépett Európa legtöbb országában, több ízben Észak- és Dél-Amerikában, és 2-3 évente Japánban. Játszott többek között a Berlini Filharmonikusokkal, a Londoni Filharmonikusokkal, az amszterdami Concertgebouw zenekarával, a párizsi Orchestre Nationallal, a tokiói NHK zenekarával, számos neves karmesterrel, többek között Solti Györggyel, Végh Sándorral, Lorin Maazellel és Zubin Mehtával.
A kamarazene jelentős szerepet játszik életében. Az 1980-as évek óta Magyarországon és külföldön egyaránt rendszeresen koncertezik feleségével, Klukon Edittel. Eljátszották a négykezes, illetve kétzongorás irodalom legnagyobb részét. Lemezre vették Erik Satie Socrate-jának kétzongorás és Liszt Via crucisának négykezes változatát is. Két gyermekük közül az idősebb Soma építész, az ifjabb Fülöp már zeneakadémiai növendékként rendszeresen koncertező zongorista.

## Jelentősebb díjai
- Liszt Ferenc-díj (1973)
- Kossuth-díj (1978, 2008)
- Érdemes művész (1984)
- Zwickau város Robert Schumann-díja (1984)[7]
- Bartók–Pásztory-díj (1988)
- Kiváló művész (1990)
- Prima Primissima díj (2005)
- A Magyar Köztársasági Érdemrend középkeresztje a csillaggal (2006)
- Magyar Művészetért díj (2007)
- Budapest díszpolgára (2014)[8]
- Újbuda díszpolgára Klukon Edittel megosztva (2017)[9]
- A Cziffra Fesztivál Életműdíja (2018)[10]
- A Nemzet Művésze (2020)[11]

## Külső hivatkozások
- Ki kicsoda a magyar zeneéletben? Zeneműkiadó, Budapest, 1988. 376. o. ISBN 9633306728
- a BMC honlapja